# Zdravila za bolezni mišično-skeletnega sistema
Zdravila za bolezni mišično-skeletnega sistema - ATC koda  M je poglavje v Anatomsko-terapevtskem-kemičnem klasifikacijskem sistemu. To je sistem alfanumeričnih kod, ki jih je razvila organizacija WHO z namenom klasifikacije zdravil in drugih medicinskih produktov.

Kode za veterinarsko uporabo (ATCvet kode) nastanejo z umestitvijo črke Q pred ATC kodo človeka: na primer, QM. 
Nacionalne zadeve ATC klasifikacije lahko vključujejo dodatne kode, ki niso prisotne v tem seznamu.